# Campanha presidencial de Geraldo Alckmin em 2018
A campanha presidencial de Geraldo Alckmin em 2018, foi anunciada em 9 de dezembro de 2017, em uma convenção nacional do Partido da Social Democracia Brasileira (PSDB).
Foi oficialmente nomeado em 4 de agosto de 2018, tendo a senadora Ana Amélia Lemos como vice. A campanha de Alckmin envolveu a coligação de oito partidos: DEM, PP, PR, PRB, SD, PTB, PSD e PPS.

## Programa
O programa de governo de Alckmin foi intitulado como "Diretrizes Gerais" e possuía 43 propostas, sendo três com prazos determinados, como a de crescer 50 pontos em oito anos no Programa Internacional de Avaliação de Alunos (PISA). As outras duas eram "garantir que todas as crianças estejam plenamente alfabetizadas até 2027" e "eliminar o déficit público em dois anos".
No campo da violência, tinha como proposta reduzir a taxa de homicídios para, 20/100 mil habitantes, criando a Guarda Nacional como polícia militar federal apta a atuar em todo o território nacional. Alckmin propunha fazer uma reforma política e o voto distrital para reduzir o número de partidos, reduzir o número de ministérios, privatizar empresas estatais, criar um sistema único de aposentadoria e incrementar o programa Bolsa Família, "aumentando os benefícios para os mais necessitados".
Para a reforma tributária, defendia implementar a unificação de impostos para a simplificação de sua cobrança de empresas e cidadãos, com a criação do Imposto sobre Valor Agregado (IVA). Em entrevista a jornalista Mariana Godoy, da RedeTV, disse: "Vamos simplificar a questão tributária. Cinco impostos – IPI, ICMS, ISS, PIS e Cofins -, nós vamos substituir por um imposto que é o IVA. No mundo inteiro esses cinco impostos são um só, que é o imposto de valor agregado".
Defendeu reformas que considerava necessárias para o país, como a reforma da previdência e trabalhista, e disse que se eleito não faria modificações na reforma trabalhista aprovada pelo Congresso Nacional. "Trabalhei muito por ela", disse. Ao falar sobre o imposto sindical obrigatório, reafirmou ser contra a cobrança.

## Candidatos
| Coligação Para Unir o Brasil |                                           |
| |                                           |
| Geraldo Alckmin | Ana Amélia                                |
| para presidente | para vice-presidente                      |
| |                                           |
| 31° e 35° Governador do Estado de São Paulo (2001-2006; 2011-2018) | Senadora do Rio Grande do Sul (2011–2019) |
| |                                           |
| Partidos integrantes: - Partido da Social Democracia Brasileira - Progressistas - Democratas - Partido da República - Partido Social Democrático - Partido Republicano Brasileiro - Partido Trabalhista Brasileiro - Partido Popular Socialista - Solidariedade |                                           |

## Resultado da eleição

### Eleições presidenciais
| Ano de eleição | Candidato       | Primeiro turno      | Primeiro turno      | Segundo turno       | Segundo turno       |
| Ano de eleição | Candidato       | # do total de votos | % do total de votos | # do total de votos | % do total de votos |
| -------------- | --------------- | ------------------- | ------------------- | ------------------- | ------------------- |
| 2018           | Geraldo Alckmin | 5.096.277           | 4,76%               | Não concorreu       | Não concorreu       |